# Hoseason Beach
Der Hoseason Beach ist ein rund 1 km langer Strand auf der Insel Heard im südlichen Indischen Ozean. Er liegt unmittelbar vor der Mündung des Nares-Gletschers in die Corinthian Bay.
Namensgeber für den Strand ist Richard Hoseason (1921–1952), Funker bei einer 1952 durchgeführten Kampagne der Australian National Antarctic Research Expeditions, der am 26. Mai 1952 an diesem Strand ins Meer gespült wurde, ertrank und am Ufer der Atlas Cove bestattet ist.